# 日本音楽能力検定
日本音楽能力検定（にほんおんがくのうりょくけんてい）は、一般社団法人日本音楽能力検定協会が実施する音楽能力に関する検定。一般に音楽検定または音検と呼ばれる。

## 概要
全科目オンラインにて実施される。等級は1級から5級まであり、筆記・実技試験となる。

## 検定一覧
- ボーカル検定
- ギター検定
- ベース検定
- ピアノ検定
- ドラム検定
- ウクレレ検定
- 楽譜読み書き検定
- その他

### 日程
筆記試験日程
- 申込：随時
- 受検実施：11日 - 20日

申し込みは随時受付。筆記試験合否発表の際に実技試験日程を連絡。

### 検定料
- 1級：7,700円
- 2級：6,600円
- 3級：5,500円
- 4級：4,400円
- 5級：3,300円